# Чиленти, Энцо
Винче́нцо Леона́рдо (Энцо) Чиле́нти (итал. Vincenzo Leonardo "Enzo" Cilenti; род. 8 августа 1974, Брадфорд) — английский актёр.

## Жизнь и карьера
Чиленти родился в Брадфорде, в семье итальянских родителей. Он женат на актрисе Сиенне Гиллори, с которой он появился в нескольких фильмах. У пары есть две дочери, Валентина и Люсия Чиленти, родившиеся в феврале 2011 года.
Его первый роман, Mediterranean Homesick Blues, написанный в соавторстве с Беном Четфилдом (Ben Chatfield), был опубликован в 2012 году.
Энцо появился в фильмах «Пипец 2» (2013) и «Стражи Галактики» (2014). В фильме «Теория всего» он сыграл астрофизика Кипа Торна.
Он также выступал в театре «Ройал-Корт» в серии пьес, написанных и поставленных русскими деятелями искусства полностью на русском языке; в тайском балете в роли Орфея в пьесе Backpacker Orpheus, в которой отразился опыт разрушительного землетрясения и цунами в Индийском океане в 2004 году; в серии шоу, представлявших модную линию одежды «Миу-Миу» от Миуччи Прада на Неделе моды в Милане.
Энцо был режиссёром короткометражки «Getalife»; в 2015 году снял полнометражный фильм «The Wicked Within», где он был автором сценария и исполнителем главной роли.
В 2015 году он присоединился к актёрскому составу сериала канала HBO «Игра престолов» в пятом сезоне в роли Еззана.
По информации на 2015 год проживает в Лондоне и Лос-Анджелесе.

## Фильмография
- 1999 — Чудесная страна / Wonderland — Даррен
- 2001 — Ночной шопинг / Late Night Shopping — Ленни
- 2002 — Круглосуточные тусовщики / 24 Hours Party People — Питер Сэвилл
- 2003 — Призраки / Spooks — Карло Франческини
- 2004 — Миллионы / Millions — Франциск Ассизский
- 2005 — Королева-девственница / The Virgin Queen — Жан де Семье
- 2005 — Рим / Rome — Эвандер Пулькио
- 2007 — Пророк / Next — мистер Джонс
- 2009 — В петле / In the Loop — Боб Адриано
- 2009 — Девять / Nine — Леопарди
- 2009 — Четвёртый вид / The Fourth Kind — Скотт Стракински
- 2009 — Обмани меня / Lie to Me — Джон Лайтмен
- 2011 — Ромовый дневник / The Rum Diary — Дигби
- 2012 — Доктор Хаус / House — Мэтт Джонсон
- 2013 — Пипец 2 / Kick-Ass 2 — у
- 2014 — Стражи Галактики / Guardians of the Galaxy — страж
- 2014 — Вселенная Стивена Хокинга / The Theory of Everything — Кип Торн
- 2015 — Игра престолов / Game of Thrones — Еззан зо Каггаз, 4 эпизода
- 2015 — Джонатан Стрендж и мистер Норрелл / Jonathan Strange & Mr Norrell — Чилдермасс
- 2015 — Волчий зал / Wolf Hall — Антонио Бонвизи, 2 эпизода
- 2015 — Марсианин / The Martian — Майк Уоткинс
- 2015 — Высотка / High-Rise — Тэлбот
- 2015 — The Wicked Within
- 2016 — Перестрелка / Free Fire — Берни
- 2017 — Мозг Гиммлера зовётся Гейдрихом / HHhH — Адольф Опалка
- 2018 — Ближайший родственник / Next of Kin — детектив Джо Таунсенд
- 2021 — Смертельная зона / Outside the Wire  — Миллер
- 2021 — Домина / Domina —  Нерон
- 2022 — Королева змей / The Serpent Queen —  Козимо Руджери